# OP d'Hèrcules
OP d'Hèrcules (OP Herculis) és un estel variable a la constel·lació d'Hèrcules de magnitud aparent mitjana +6,34. S'hi troba aproximadament a 1000 anys llum del sistema solar.
OP d'Hèrcules és una gegant o gegant lluminosa vermella de tipus espectral M5II-III i 3.300 K de temperatura. Quant a la seva grandària, és una autèntica gegant amb un radi 140 vegades més gran que el radi solar; si estigués al centre del Sistema Solar, la seva superfície arribaria fins al 90% de la distància existent entre Venus i el Sol. La seva massa és el doble de la massa solar i té una metal·licitat comparable a la del nostre estel. És un estel de tecneci, la qual cosa es revela per la presència d'aquest element en el seu espectre. Diferents estudis xifren la seva magnitud bolométrica absoluta entre -4,1 i -4,92, discrepància que implica una diferència en la seva lluminositat de 3.735 a 7.940 vegades la lluminositat solar.
OP d'Hèrcules és una variable polsant semiregular SRB; aquestes són gegants amb una periodicitat poc definida, però a les quals se li pot assignar un període mitjà. Així, la lluentor d'OP Herculis fluctua 0,9 magnituds en un cicle de 120,5 dies.